# C'era una volta... (film 1953)
C'era una volta... (Twice Upon a Time) è un film diretto da Emeric Pressburger.